# Sd.Kfz. 8
Sonderkraftfahrzeug 8 byl německý kolopásový dělostřelecký tahač z druhé světové války.
Stroj byl určen pro tažení těžkých děl, přívěsů, nákladů, ale mohl být osazen i různými typy kanónů a používán jako samohybné dělo.
Celkem bylo vyrobeno kolem 4 000 kusů. Po válce používala tahač i Československá armáda.